# Andrea Memmo
Andrea Memmo (29 mars 1729 - 27 janvier 1793) est un patricien vénitien, fils de Pietro et de Lucia Pisani, appartenant à l'une des douze familles les plus nobles de Venise.

## Biographie
Andrea Memmo fut ambassadeur de la République de Venise à Rome et à Constantinople, sénateur et procureur de San Marco en 1785. Il tenta aussi d'être élu doge après la mort de Paolo Renier en février 1787. Le parti des réformateurs, qui le soutenait, fut défait et c'est Ludovico Manin, conservateur, qui fut élu : il fut le dernier doge de Venise.
La carrière politique d'Andrea Memmo lui créa de lourdes dettes. En 1791, Pietro Zaguri, écrivait d'ailleurs dans une lettre « Memmo n'a plus de bateau, il est réduit à la misère »  (« Il Memmo non ha più barca, è ridotto a miseria » en italien). Il contracta également d'énormes dettes après avoir dû marier ses deux filles à deux nobles Vénitiens. À la fin de sa vie, il fut contraint pour marier sa seconde fille de se détacher du palais familial, la Ca' Memmo.
Il fut, avec ses frères Bernardo et Lorenzo un passionné d'idées nouvelles, aussi bien en art qu'en politique. Il soutint la réforme du théâtre par Carlo Goldoni, qui lui dédia une pièce en 1750, L'uomo di mondo. Il fut un grand ami de Giacomo Casanova, même pendant son incarcération et sa fuite. Il entretint également une longue relation avec la romancière et dramaturge Giustiniana Wynne, de laquelle il reste d'intéressantes lettres.
Son précepteur, le frère franciscain Carlo Lodoli, lui transmit sa passion pour l'architecture. Memmo recueillit les pensées de ce dernier dans un ouvrage qui fut publié des années après la mort de ce dernier en 1761. Memmo dirigea en 1775 l'intervention de réhabilitation du Prato della Valle de Padoue, qu'il remania totalement dans un style architectural nouveau.
Après sa mort en 1793, des suites d'une longue et douloureuse maladie, il fut enterré dans l'église Santa Maria dei Servi. Quand cette église fut abattue car elle était en ruines, la dépouille d'Andrea Memmo fut transférée vers l'église San Marcuola, proche du palais familial. Il est enterré dans une sépulture d'une simplicité singulière posée à terre sur laquelle il est gravé ANDREÆ MEMO PATR. VEN., c'est-à-dire Andrea Memmo, père de Venise.

## Œuvres
- Éléments d'architectures d'après Lodoli, ou l'art de construire avec solidité scientifique et élégance. Rome, 1786 (Elementi di architettura Lodoliana, ossia l'arte di fabbricare con solidità scientifica e con eleganza non capricciosa en italien) L'œuvre connut une seconde version, augmentée, en deux volumes, éditée par la fille d'Andrea Memmo, Lucia Memmo en 1833-1834
- Pensées du Frère Carlo Lodoli exposées à ses amis à l'improviste, 1787 (Apologhi, immaginati, e sol. estemporaneamente in voce esposti agli amici suoi dal fu Frà Carlo de' Conti Lodoli en italien)
- La lune d'Août. Pensées posthumes du Frère Lodoli, 1787, écrit en collaboration avec Melchiore Cesarotti (La luna di agosto. Apologo postumo del P.Lodoli en italien)

## Documents
Nous disposons encore de l'acte de décès d'Andrea Memmo. Ce document rare nous apprend notamment que ce dernier souffrait d'une gangrène au pied droit.
« Le 27 janvier 1793, Son Excellence le Sieur Andrea Memmo, Procureur de San Marco, âgé de 64 ans, atteint d'une gangrène dans le pied droit, est mort à 21 heures. Médecin Conigliano. »

## Sources
- (it) Cet article est partiellement ou en totalité issu de l’article de Wikipédia en italien intitulé « Andrea Memmo » (voir la liste des auteurs).